# Joséphine de Gallemant
Joséphine Degeorges (ou de Georges), dite après son mariage en 1816 Joséphine (de) Gallemant, est une artiste peintre française née à Versailles le 2 août 1785 et morte à Paris le 14 juin 1836.

## Biographie
Louise-Antoinette-Joséphine Degeorges (ou de Georges), née à Versailles le 2 août 1785, est la fille de Joseph-Alexandre de Georges (1744 - après 1791), écuyer, huissier ordinaire de l'antichambre du roi de France (1761-1791) et gentilhomme servant ordinaire du comte de Provence (1771-1790), ainsi que de son épouse Adélaïde-Françoise-Louise Deshayes de la Varenne,. Les fonctions exercées par son père à la cour de France expliquent le choix des parrain et marraine, le roi Louis XVI et la reine Marie-Antoinette, représentés au baptême respectivement par le duc de Fronsac et la princesse de Chimay. Le couple de Georges a également une seconde fille, Marie Alexandrine, née le 23 septembre 1788 et baptisée à Notre-Dame de Versailles le lendemain.
Élève de Marie-Nicolas Ponce-Camus, Joséphine Degeorges expose au Salon de 1810 à 1814 des portraits et des tableaux d'histoire inspirés du style troubadour (Anne Boleyn, Valentine Visconti). Le collectionneur Gian Battista Sommariva achète deux de ses tableaux, dont Anne Boylen.
Le 17 août 1816, elle épouse à l'église Saint-Roch un cousin germain, Charles-Thérèse (de) Gallemant, né en 1775, officier et ancien émigré,,, petit-fils du maître écrivain Pierre-Benjamin Gallemant. Elle n'expose plus au Salon après son mariage, mais continue de peindre de nombreux portraits qu'elle signe de son nom de femme mariée : « Jne de Gallemant » ou « Joséphine de Gallemant ».
L'artiste meurt le 14 juin 1836 à son domicile du 3, quai d'Orsay, dans l'ancien 10e arrondissement de Paris et est inhumée le lendemain au cimetière du Montparnasse.

## Œuvres

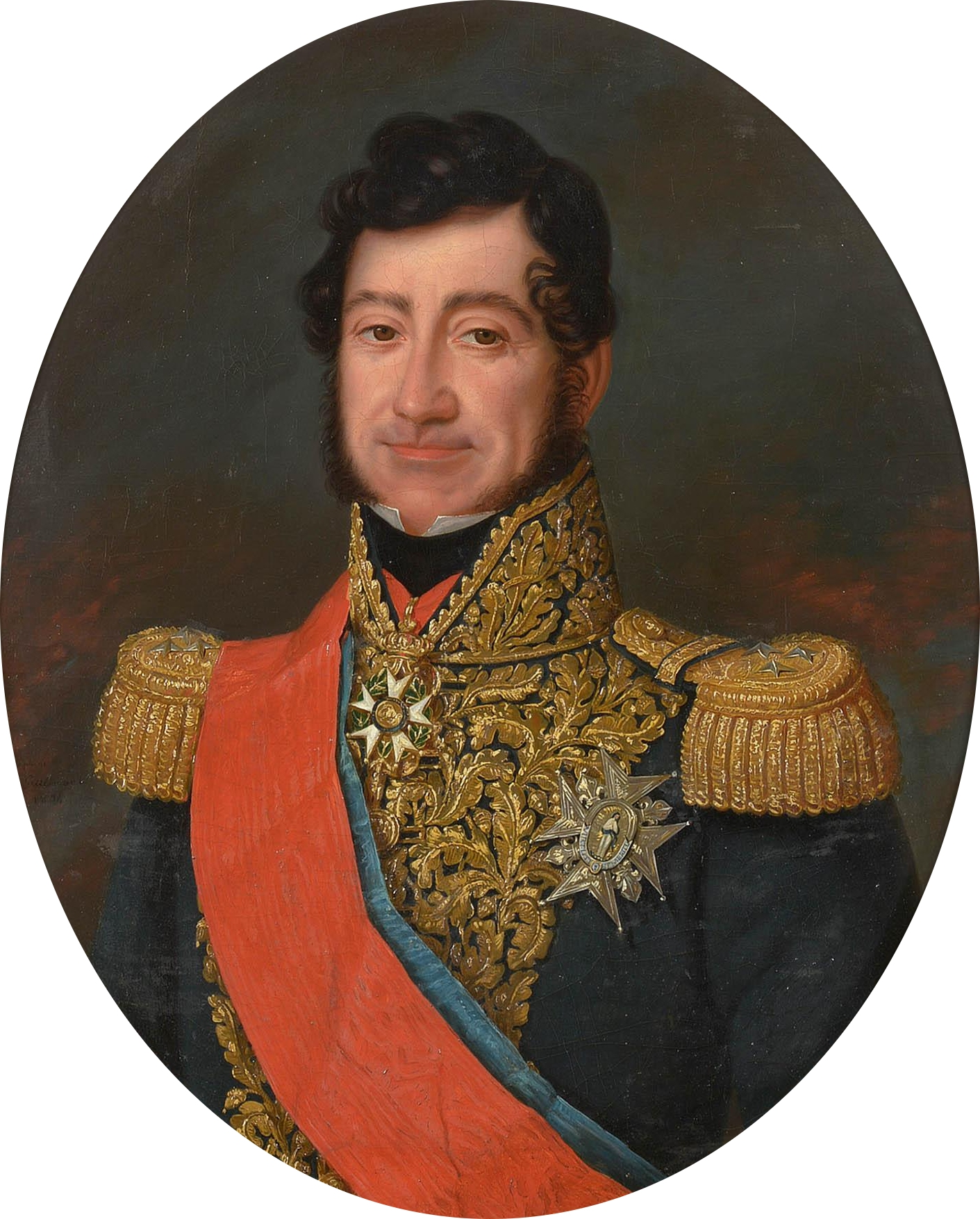
Portrait du général Pierre César Gudin des Bardelières, peint par Joséphine de Gallemant, 1834.

### Envois aux Salons
- Anne de Boulen (Anne Boleyn), avant d’être conduite à l’échafaud, bénit sa fille, Salon de 1810 (no 204)[11] ; acquis par Gian Battista Sommariva et exposé à la Villa Carlotta ; reproduit en intaille par Giovanni Beltrami en 1818 pour Sommariva, des moulages de l'oeuvre ont également été réalisés par la firme Paoletti[12],[13],[14];
- Un portrait, Salon de 1810 (supplément, no 1205)[11] ;
- Un tableau de famille, Salon de 1812 (no 247)[15] ;
- Valentine de Milan, veuve de Louis d’Orléans - Elle montre l’armure de son époux au jeune Dunois, fils de ce prince, et lui fait jurer qu’il vengera sa mort. Salon de 1814 (supplément, no 1356)[16] ;

### Collections publiques
- Louis XVIII, roi de France, copie d'après un tableau de Robert Lefèvre, 1822, huile sur toile, 292,5 × 206,5 cm, autrefois à l'École de Saint-Cyr ; musée national des châteaux de Versailles et de Trianon (MV 6345), dépôt du musée du Louvre (INV 4438 bis)[17],[18].
- Portrait de Marie-Jeanne de Beylie, 1827, huile sur toile, 33,5 × 26,5 cm, Poitiers, musée Sainte-Croix[19]
- Portrait d'inconnu, 1828, huile sur toile, 74 × 60 cm ; Toulouse, musée des Augustins (RO 681)[20].
- Portrait de femme en costume de soir, 1828, huile sur toile, 73 × 60 cm ; Toulouse, musée des Augustins (RO 648)[21].

Sélection d'œuvres de Joséphine de Gallemant
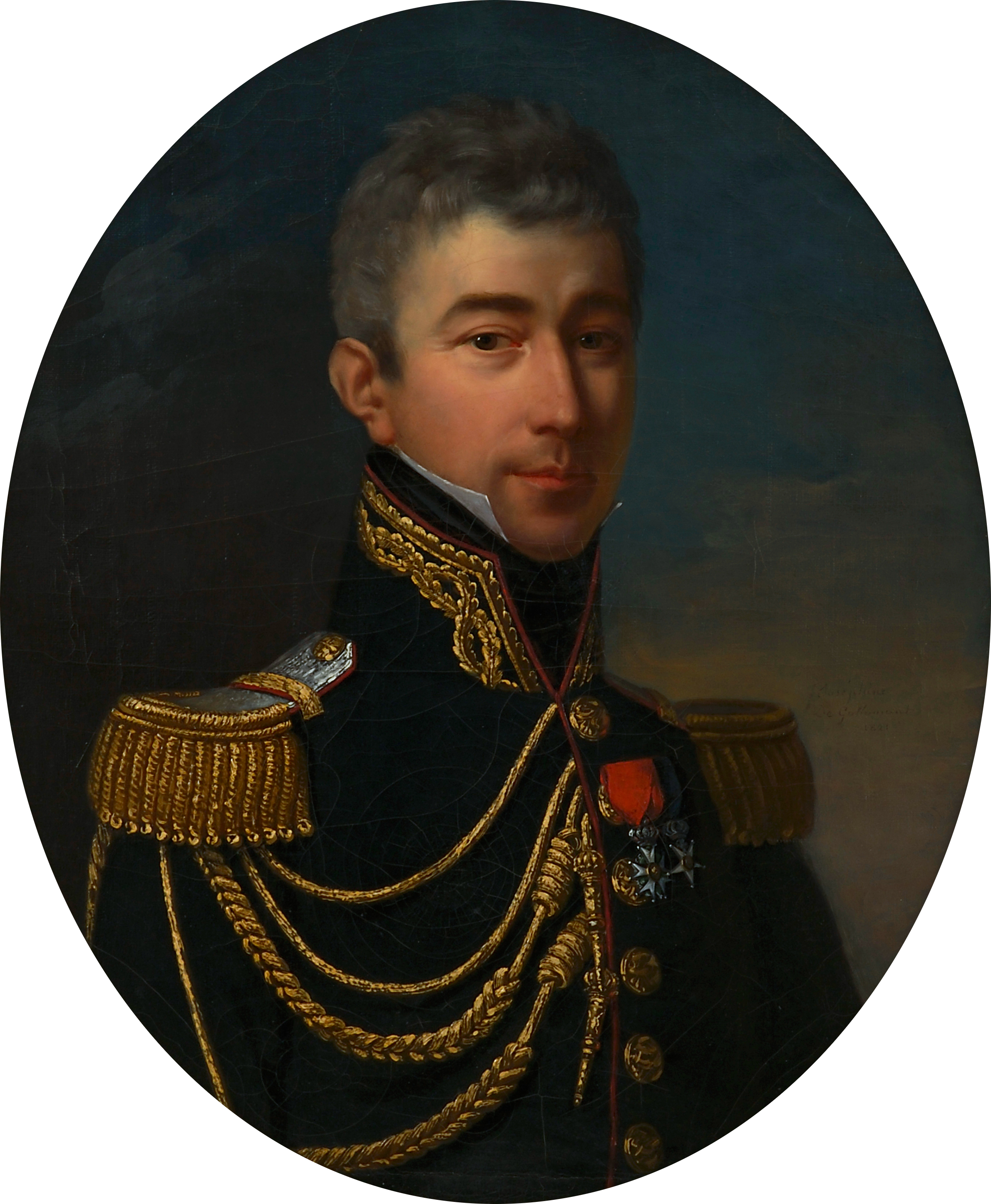
Portrait de Louis-Armand-Fidèle de Bréhant (1770-1828) en habit d’officier du corps royal de l’état-major[22], 1821
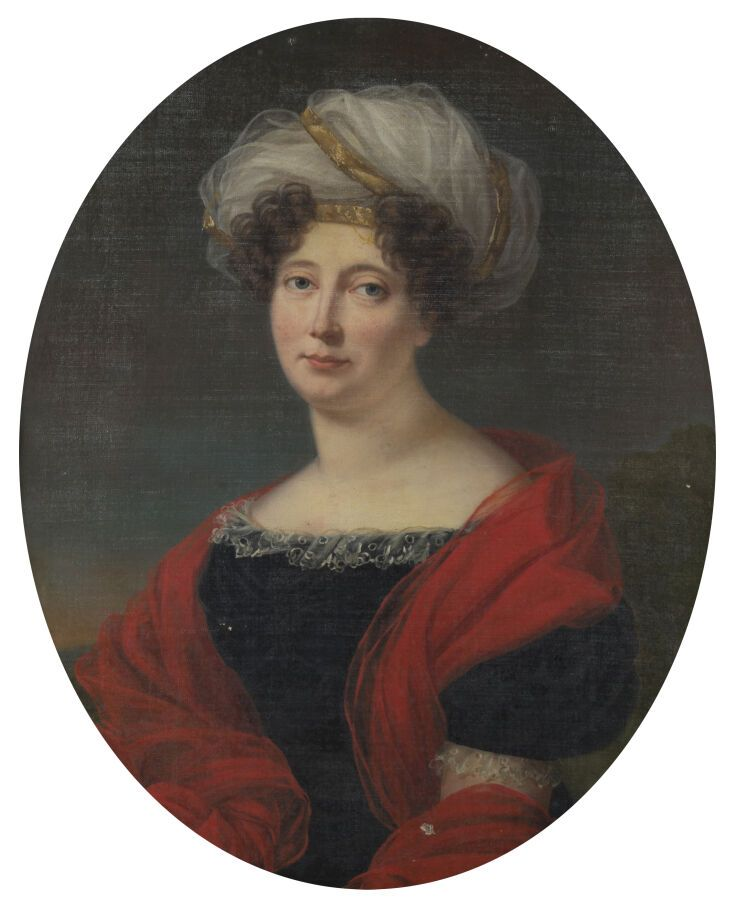
Portrait de femme au châle rouge, 1824
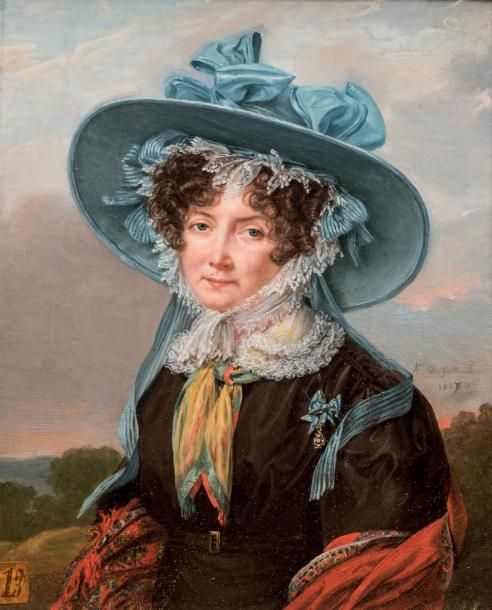
Portrait de Marie Jeanne de Beylie, 1827 (Poitiers, musée Sainte-Croix)
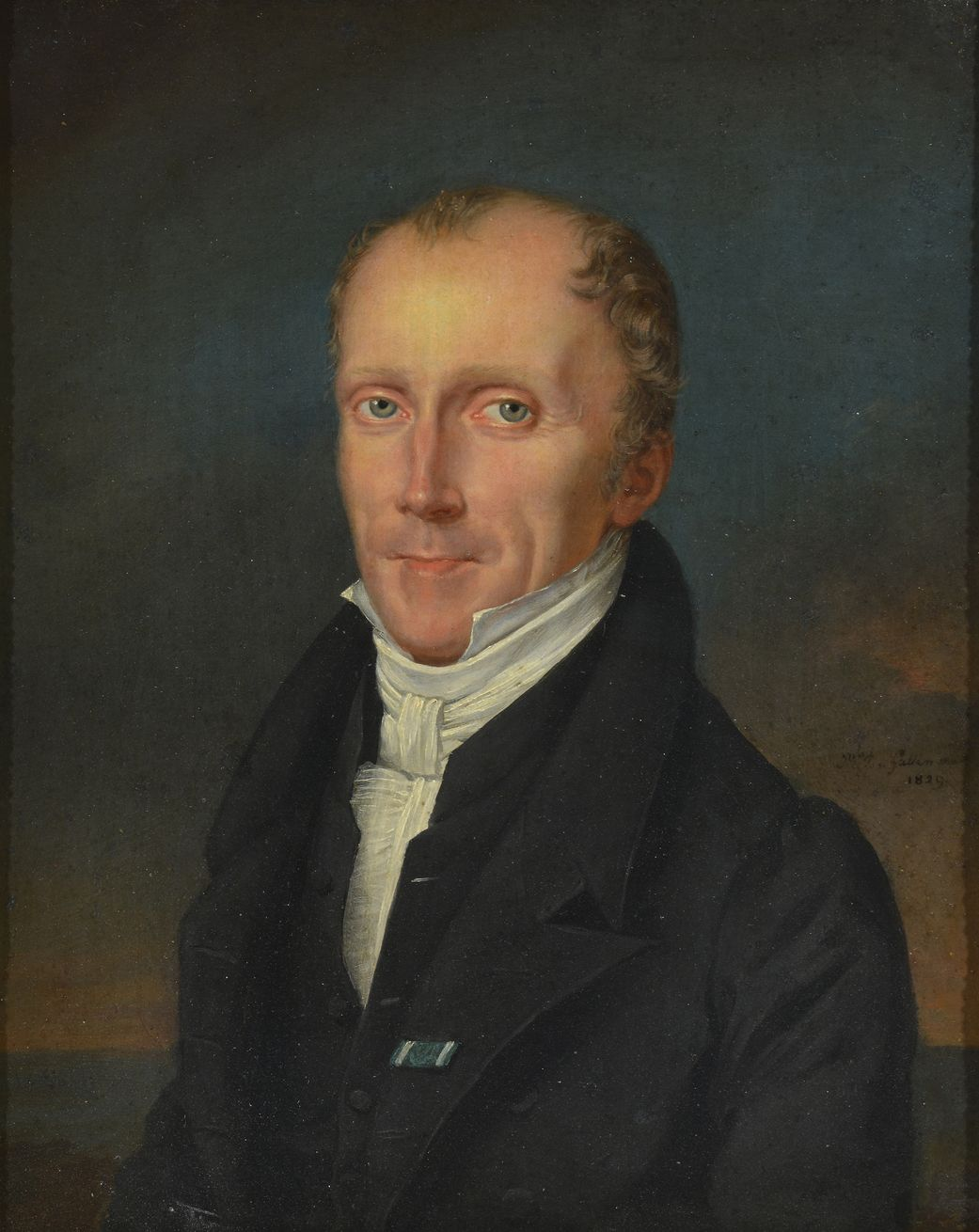
Portrait de Pierre Hovy, 1829
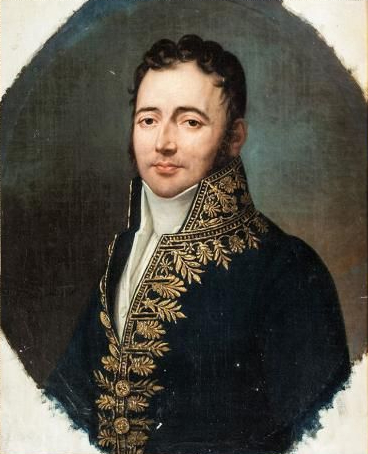
Officier de la chambre de sa majesté Louis XVIII, 1829
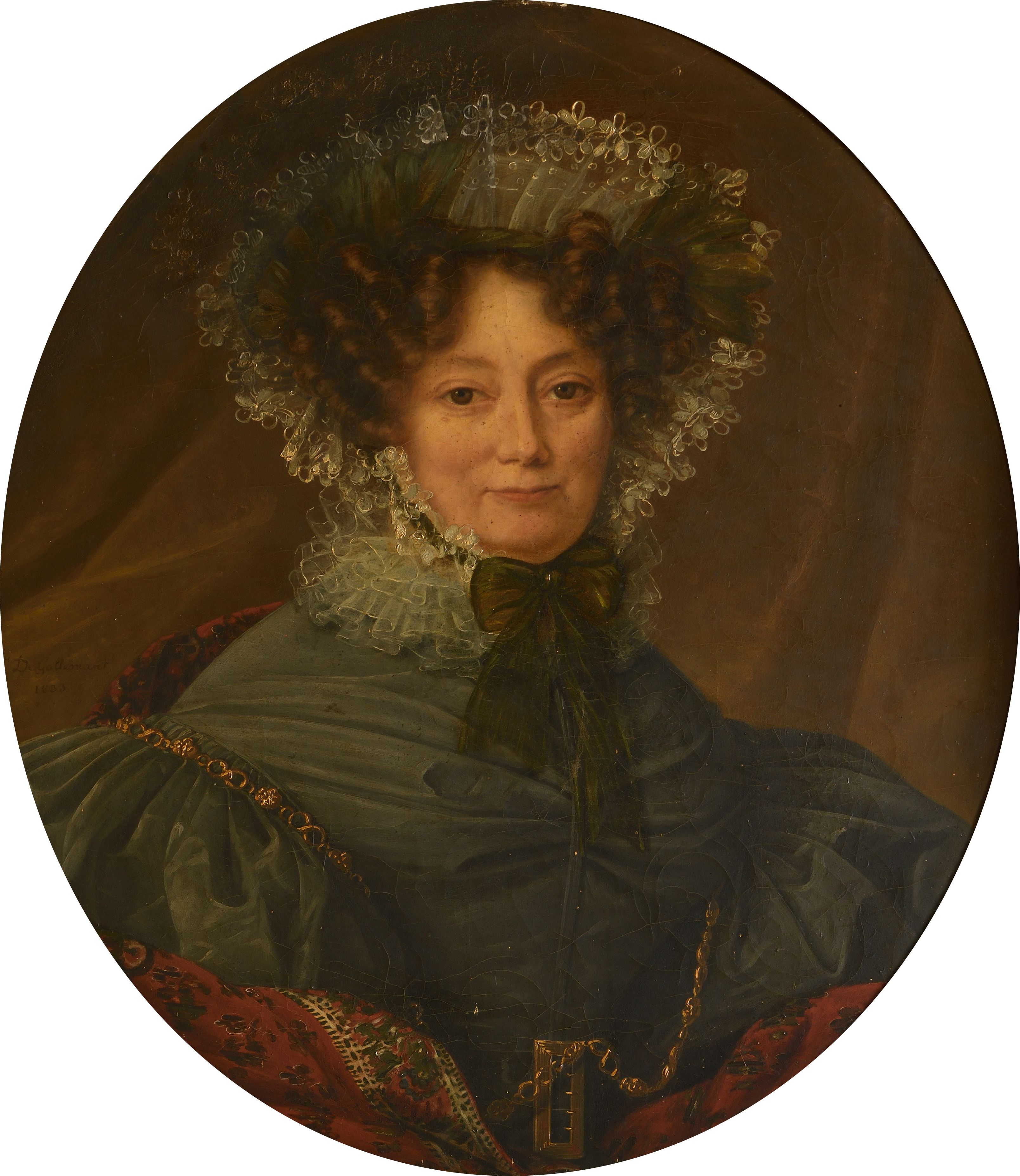
Portrait de femme à la coiffe de dentelle, 1833
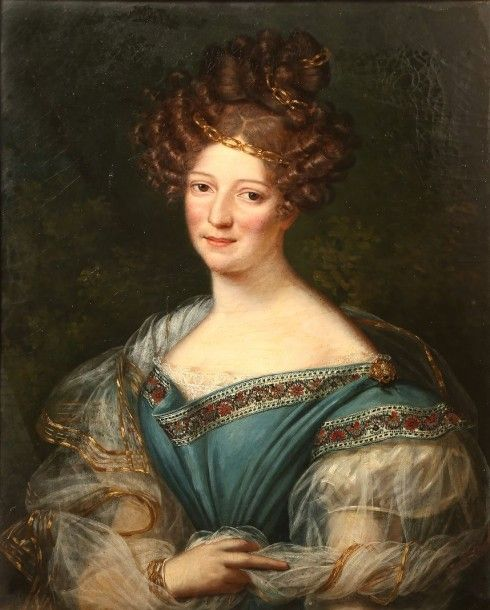
Portrait de dame en buste, années 1830